# Frampton Comes Alive II
Frampton Comes Alive II è un album dal vivo del musicista britannico Peter Frampton, pubblicato nel 1995.

## Tracce
Tutte le tracce sono di Peter Frampton, eccetto dove indicato.

1. Introduction by Jerry Pompili
2. Day in the Sun
3. Lying
4. For Now
5. Most of All
6. You
7. Waiting For Your Love
8. I'm in You
9. Talk To Me
10. Hang on to a Dream (Tim Hardin)
11. Can't Take That Away
12. More Ways Than One
13. Almost Said Goodbye
14. Off The Hook